# El sabor de la síndria
El sabor de la síndria (en xinès tradicional 天邊一朵雲, en xinès simplificat 天边一朵云, Tian bian yi duo yun) és una pel·lícula en coproducció entre Taiwan i França dirigida per Tsai Ming-liang l'any 2005. Ha estat doblada al català.

## Argument
En plena sequera, els mitjans de comunicació publiciten campanyes per estalviar aigua i utilitzar alternatives de consum com el suc de síndria. En canvi, els ciutadans intenten obtenir aigua de diferents formes. Dos exemples són Shiang-Chyi i Hsiao-Kang: ella es cola aels lavabos públics i hi farceix les ampolles, mentre que ell, un actor porno, grimpa per les teulades de les cases per banyar-se en l'aigua dels dipòsits. Quan tots dos es creuen al parc, Shiang-Chyi recorda que, amb anterioritat, li havia comprat un rellotge de polsera. S'enamoren i comencen una tòrrida relació.

## Repartiment
- Lee Kang-sheng - Hsiao-kang
- Chen Shiang-chyi - Shiang-chyi
- Lu Yi-ching - Actriu porno
- Yang Kuei-mei - Actriu porno
- Sumomo Yozakura - Actriu porno

## Producció
Aquesta va ser la seqüela d'una de les pel·lícules anteriors de Tsai, Ni na bian ji dian, i es va rodar a Kaohsiung, Taiwan. Va ser rodat en diversos llocs emblemàtics de la zona, com ara Pagodes del Drac i del Tigre i Riu Love.

## Alliberament
La pel·lícula va recaptar més de 20 milions de nous dòlars de Taiwan a la seva estrena a les sales de Taiwan;; va ser un gran èxit comercial per la indústria cinematogràfica de Taiwan ja que la majoria de les pel·lícules de Taiwan les vendes d'entrades van ser inferiors a 1 milió de dòlars NT en aquell moment. Té una puntuació del 78% a Rotten Tomatoes basada en 27 ressenyes, amb una mitjana ponderada de 6,96/10. El consens del lloc diu: "El suc de la síndria pot desconcertar als espectadors més literals, però els seus plaers surrealistes ressonaran entre els fans del cinema completament únic."." La pel·lícula va ser l'entrada oficial de Taiwan per als Premis Oscar de 2005 en la categoria de millor pel·lícula en llengua estrangera, tot i que no fou nominada. Va ser llançat en DVD per Strand Home Video el 2008.

## Premis
- 55è Festival Internacional de Cinema de Berlín[6]
  - Os de Plata a la contribució artística l'any 2005
  - Premi Alfred Bauer al treball més innovador l'any 2005
  - Fipresci
- XXXVIII Festival Internacional de Cinema Fantàstic de Catalunya[7][8][9]
  - Millor Actor
  - Premi Especial del Jurat
  - Premi de la Crítica José Luis Guarner